# Myzus komaumii
Myzus komaumii är en insektsart. Myzus komaumii ingår i släktet Myzus och familjen långrörsbladlöss. Inga underarter finns listade i Catalogue of Life.